# ارغوان کانادایی
 ارغوان کانادایی(نام علمی: Cercis canadensis) نام یک گونه از سرده ارغوان است.
ساختار گیاه
ارغوان کانادایی به صورت زیک زاکی رشد می کند و شاخه های زیک زاکی دارد.برگ های آن قلبی شکل و نرم هستند.آنها در بهار گل و در تابستان میوه می دهند.میوه های ارغوان کانادایی به صورت غلاف رشد می کنند،در غلاف آنها دانه های کوچک هستند که وقتی رشد می کنند و می رسند به رنگ تیره بنفش یا سیاه می شوند.میوه های این گیاه همان بذرش است.
کارایی و زیبایی
ارغوان کانادایی به عنوان یک گیاه زینتی در باغ ها و ویلا ها کاشته می شود.این گیاه خاصیت دارویی زیادی در طب سنتی دارد.مثل درمان استرس و اضطراب،درمان مشکلات گوارشی،درمان مشکلات تیرگی پوست و...
کاشت و تولید مثل
ارغوان کانادایی را می توان در۳ روش کاشت:۱-کاشت بذر۲-قلمه زدن۳-خوابانیدن
محل رویش در جهان
در منطقه های اروپا،بخش شمالی و غربی خاومیانه،آمریکای شمالی،بخشی از شرق آسیا و غرب روسیه قابل رویش است.